# Stipagrostis obtusa
Stipagrostis obtusa là một loài thực vật có hoa trong họ Hòa thảo. Loài này được (Delile) Nees miêu tả khoa học đầu tiên năm 1832.

## Hình ảnh

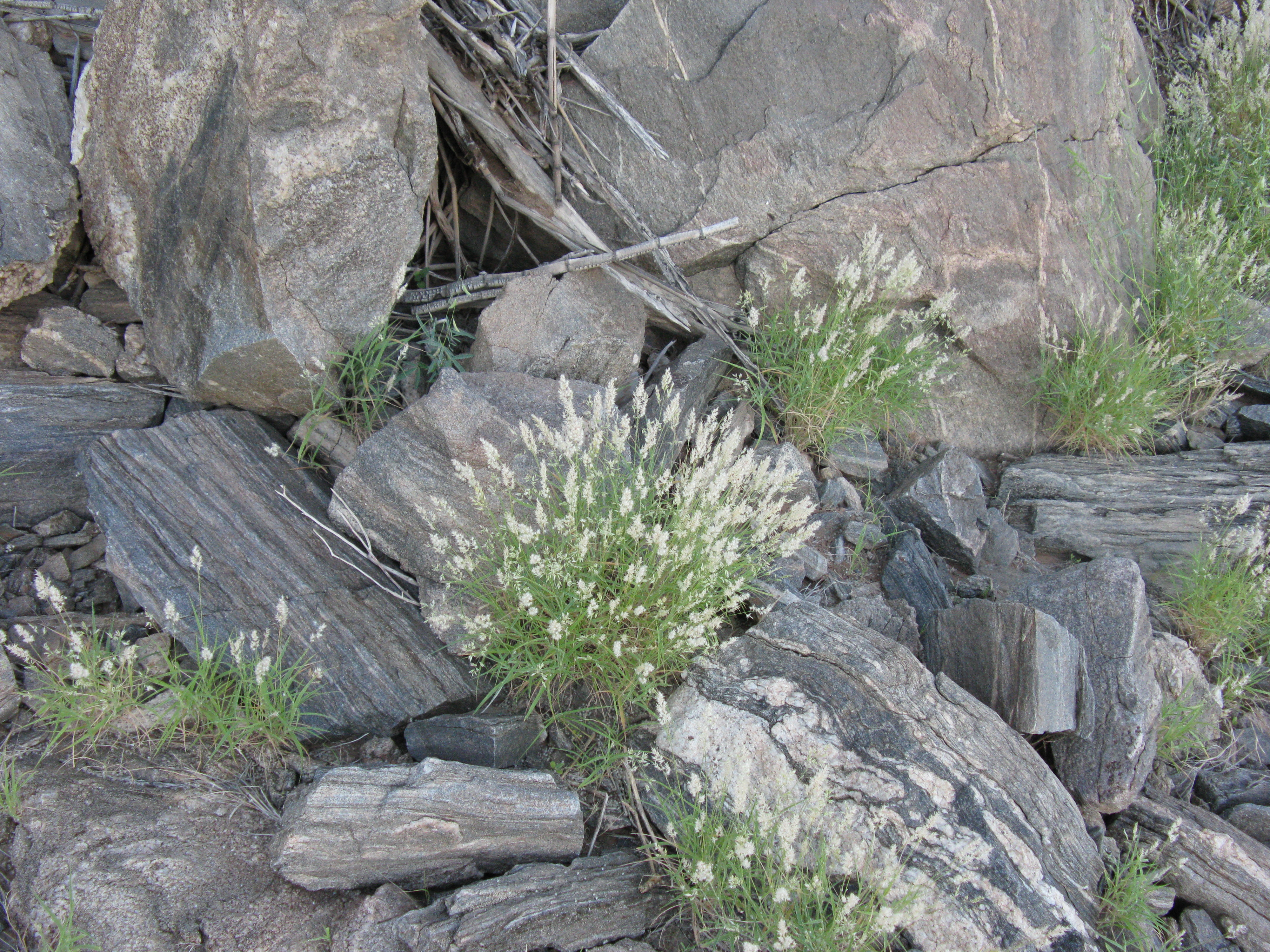
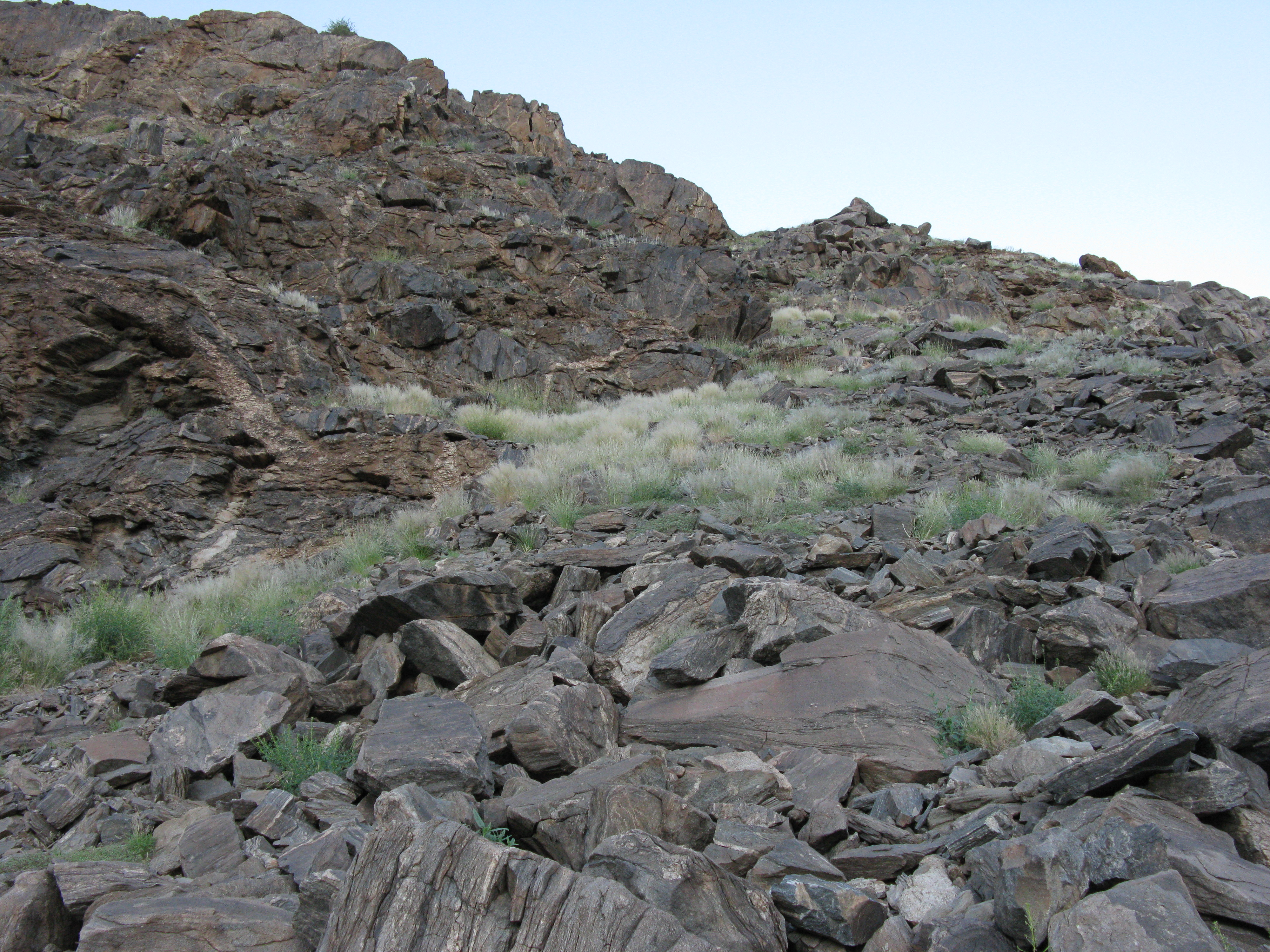